# Macaca hecki
De Macaca hecki is een soort van het geslacht makaken (Macaca). De wetenschappelijke naam van de soort werd voor het eerst geldig gepubliceerd door Matschie in 1901.

## Voorkomen
De soort komt voor in Indonesië, in het noorden van het eiland Sulawesi.